# Damir Poljičak
Damir Poljičak (Split, 1984.) hrvatski je kazališni, televizijski i filmski glumac. Diplomirao je na Akademiji dramske umjetnosti u Zagrebu. 
Igrao je u predstavama Gradskog kazališta Žar ptica, Kazališta Komedija i Kazališta Ulysses, a stalni je član Satiričkoga kazališta Kerempuh. Kao dijete, igrao je glavnu ulogu u filmu "Kanjon opasnih igara", s Borisom Dvornikom. Tumačio je ulogu Branka u popularnoj seriji "Zauvijek susjedi". Posudio je glas pivcu Joeu u filmu "Divlji valovi" i pojavio se u poznatoj emisiji "Tvoje lice zvuči poznato".
Višestruko je nominiran za Nagradu hrvatskoga glumišta. 

## Filmografija

### Televizijske uloge
- "Mrkomir Prvi" kao lažni Emocio Triljski (2023.)
- "Uspjeh" kao Febo (2019.)
- "Ko te šiša" kao Tutko (2018.)
- "Kad susjedi polude" kao Vanja (2018.)
- "Tvoje lice zvuči poznato kao Damir Poljičak (2018.)
- "Nedjeljom ujutro, subotom navečer" kao Turčin (2012.)
- "Periferija city" kao Marinko (2010.)
- "Stipe u gostima" kao Mateo (2010.)
- "Instruktor" kao Roba (2010.)
- "Zakon!" kao Tonči (2009.)
- "Stipe u gostima" kao Toni (2009.)
- "Bitange i princeze" kao Matan (2008.)
- "Zauvijek susjedi" kao Branko (2007. – 2008.)
- "Balkan Inc." kao Ive (2006.)

### Filmske uloge
- "Sam samcat" kao policajac (2018.)
- "Comic Sans" kao Pape (2018.)
- "Svinjari" kao Davor (2015.)
- "Cimbelin" kao Stipan (2014.)
- "Blubberella" kao njemački vojnik (2011.)
- "Bloodrayne: The Third Reich" kao njemački vojnik (2010.)
- "Kanjon opasnih igara" kao Marko (1998.)

### Sinkronizacija
- "Avioni" kao Roper (2013.)
- "Zvončica i tajna krila" kao Robi (2012.)
- "Simsala Grimm" kao Piram (2011.)
- "Grom" kao Golub (2008.)
- "Divlji valovi" kao pivac Joe (2007.)

## Vanjske poveznice
- Damir Poljičak u internetskoj bazi filmova IMDb-u (engl.)
- Stranica na Kamo.hr  Arhivirana inačica izvorne stranice od 4. ožujka 2016. (Wayback Machine)